# 코스피 200
코스피 200(영어: KOSPI 200, Korea Stock Price Index 200) 지수는 1996년 5월 3일 시작된 코스피200 주가지수 선물 거래와 1997년 7월 7일 시작된 코스피200 주가지수 옵션 거래를 위해 한국거래소(KRX)에서 산출과 함께 발표하기 시작한 주가지수이다. 시가총액이 크고 거래량이 많아 코스피를 대표할 수 있다고 간주되는 종목 200개를 선정하여, 그들의 주가로부터 산출한다.
통합 거래소 출범 전에는 옛 한국증권거래소가 코스피 200 지수를 산출 및 발표했다. 코스피 200 지수의 채용종목 범위를 더 좁힌 코스피 100 지수와 코스피 50 지수도 있다.
| KOSPI 200 (KOS) |        |
| --------------- | ------ |
| 교환:           | KRX    |
| 부문:           | 색인   |
| 진드기 크기:    | 0.05   |
| BPV:            | 500000 |
| 통화:           | KRW    |

## 탄생 배경
코스피200 지수의 탄생 배경은 다음과 같다. 주가지수 선물거래를 하려면 거래의 근거가 되는 모(母)지수가 필요한데, 기존의 코스피 지수(종합주가지수)를 선물 거래의 모(母)지수로 삼으려니 여러 문제가 있었다. 코스피 지수(종합주가지수)는 유가증권시장에 상장된 전체 종목을 포괄하는 지수이다 보니 선물 거래의 지표로 삼기엔 시장 대표성이 떨어졌던 것이다. 또한 소형주 등 거래량이 적은 종목에서는 수급 문제 때문에 현물과 선물의 가격차가 크게 나서 시장이 왜곡될 수 있는 난점도 있었다. 그래서 앞선 문제점들을 상쇄시킬 수 있는 주가지수 선물거래의 모(母)지수를 새로 정해야할 필요가 있었고, 그래서 코스피 200 지수가 나온 것이다.
코스피 200 지수와 코스피 지수와의 상관계수는 1.0 수준에 이른다.

## 산출 방법
한국거래소 유가증권시장(Stock Market)의 보통주 전 종목 가운데 시장 대표성, 유동성(거래량), 업종 대표성(업종은 9개 업종으로 구분)을 기준으로 한다. 즉 시가총액이 상위군에 속하고 거래량이 많은 종목 서열에 따라서 200 종목이 편입된다. 지수 산출 기준시점은 1990년 1월 3일이다. 이날의 시가총액을 100.00 포인트로 정하고 현재의 시가총액과 증감을 비교하는 식으로 장 운영 시간 동안 매 2초마다 산출하여 발표한다. 개장 30분 전(일반적으로 오전 8시 30분)부터는 단일가매매에 따른 체결가격을 추정한 예상지수가 발표된다. 한편 2007년부터는 대주주의 지분, 보호 예수 물량 등 비유동성/비유통 주식수를 산출에서 제외하여 시세 반영률을 높였다고 한국거래소는 주장한다.

## 변경사항의 반영
채용종목 편입, 퇴출, 상장폐지 및 증자에 의한 추가상장, 감자, CB 및 BW의 행사 등으로 인한 추가상장 등이 있으면 기준 시가총액을 수정하는 방식으로 지수의 일관성을 유지하고 있다.
채용 종목은 매년 1회(6월 주가지수 선물상품 만기일 다음 거래일) 정기적으로 변경된다. 그리고 채용 종목중 유가증권시장 상장 폐지 사유가 발생하거나 관리종목으로 지정된 종목이 있으면 해당 종목은 거래소가 지정한 날짜부터 퇴출되며 동시에 새로운 종목이 채용된다. 최신 채용된 종목은 공시되며, 한국거래소 웹 사이트에서 알 수 있다.

## 활용
코스피200은 코스피200 주가지수선물의 현물이며, 코스피200 주가지수옵션의 기초자산이다. 즉 선물 및 옵션 거래의 기초가 되는 수치로 활용된다.
선물과 옵션 외에도 KODEX 200, KODEX 레버리지, KODEX 인버스 등 ETF(상장지수펀드)의 기초지수로도 활용되고 있다. 자산운용사의 인덱스펀드, 주식워런트증권(ELW) 등의 기초 지수로도 활용된다.
증시의 등락을 가늠하기 위해 코스피 지수 대신 사용되기도 한다.
단점도 있다. 시장 대비 시가총액 비중이 큰 대형주의 시세를 주로 반영하고 중소형주의 시장 동향을 파악하기엔 미미하여 개인투자자들의 체감 장세와는 다소간의 거리가 있을 수 있다.

## 같이 보기
- 한국거래소
- 한국거래소 파생상품시장
- 상장지수 펀드(ETF)
- 인덱스 펀드
- 벤치마크